# Alonso Chirino
Hernán Alonso Chirino (Cuenca; 1365-Medinaceli; 1429) fue médico castellano del siglo XV, médico personal de Juan II y padre de Mosén Diego de Valera. Por orden real fue director del gremio de los cirujanos. Es autor de dos tratados de medicina: Espejo de la Medicina —texto que se sabe existió por referencias— y Menor daño de la Medicina. En la actualidad posee el nombre de una calle de Cuenca.

## Biografía
Chirino nace en una familia judeoconversa de Cuenca, se desconoce de sus estudios. Es posible que estudiara medicina y que posteriormente la ejerció para poder subsistir. Se casa con Violanta López, hija de Juan Fernández de Valera —regidor de Cuenca—, los ambientes cortesanos que frecuenta le hacen médico de Juan II.

## Obras
- Espejo de la Medicina (texto que se sabe existió por referencias)
- Menor daño de la Medicina